# Gettó
A gettó (olaszul: ghetto) eredetileg a zsidónegyedet, a zsidók által lakott városrészt jelentette, amelyet eleinte csak a közös életmód végett hoztak létre, később a mindenkori hatalom jelölte ki kényszerlakhelyükül. A gettók eredetére nézve a szó jelentése adhat némi eligazítást. Valószínűleg a héber get szóból származik, ami elválasztást vagy válólevelet jelent. A Velencei Köztársaság keresztény lakossága fallal elválasztott városnegyedbe száműzte a helybéli zsidó lakosságot. Ennek megfelelően a gettó kifejezést először Velencében kezdték el használni a zsidók saját magukra, illetve körbefalazott városnegyedük megjelölésére.
Később a gettó fogalma kiterjedt más kisebbségek által lakott városrészekre is. Történelmi szövegkörnyezeten kívül szinte kizárólag pejoratív felhangú.

## Története

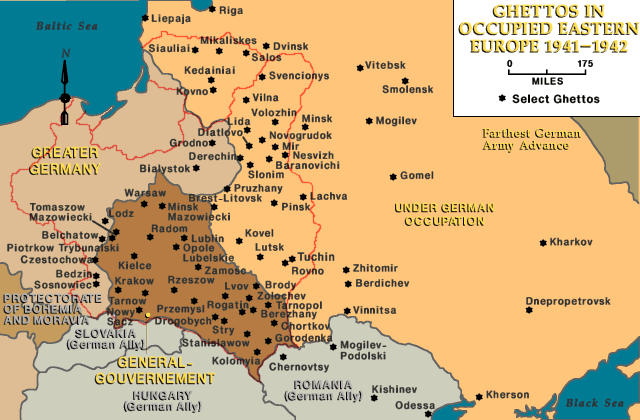
Gettók a megszállt Kelet-Európában

Eleinte csak az összetartozás érzeténél fogva, később azonban már hatósági rendeletek által is kényszerítve, a középkor városaiban a zsidók bizonyos utcákban, negyedekben, gettókban tömörültek, sokszor teljesen elzárva a város többi lakosától. Az első ilyen névvel illetett negyedet 1516-ban Velencében hozták létre, a pápa parancsára. Geto Nuovo szó szerint új öntödét jelent, ami a városrész eredeti funkciójára utal (ma is látogatható). Tisztasági, közegészségügyi tekintetben a hatóság szinte semmit sem gondoskodott a gettókról, a hozzájuk vezető bejáratokat éjjel elzárta, anélkül azonban, hogy ezzel a zsidóságot a csőcselék zaklatásaitól, sőt fosztogatásaitól megóvta volna. Mantovában Gonzaga Ferdinánd herceg 1620-ban szabályrendeletet bocsátott ki a gettó számára; hasonló állt fenn Frankfurtban, Prágában és Németország más városaiban. A 19. század végén különösen Olaszországban és Németországban voltak nagyobb gettók.

## Magyarországon
A szó eredeti értelmében vett gettó:
- Hazánkban a zsidóság tömörülése rendesen csak egy-két utcára szorítkozott. Ilyen utca volt Buda várában is az 1686. évi ostrom előtt.
- A második világháború alatt Budapest VII. kerületében, a Dohány utcai zsinagóga közelében is létesült gettó.
- Miskolcon a mai Arany János utcában volt a II. világháború alatt a gettó; ez a városrész azóta teljes átalakításon esett át, és az eredeti épületek már nem léteznek, így nehéz elképzelni, milyen volt. Az utcában emléktábla őrzi az elhurcolt zsidók emlékét.
- Egerben a gettó a Dr. Hibay Károly és Kossuth utcák által bezárt szögben, az 1967-ben lebontott zsinagóga körül helyezkedett el.
- 1944. április 16-án kezdték meg a zsidó lakosság gettóba zárását az akkor Magyarországhoz tartozó kárpátaljai településeken. Ma ez a nap a holokauszt hazai emléknapja.
- Sopronban a Papréti zsinagóga és környékén, az Új utcában, a Torna utcában, a Kurucz dombon, a Jacobi gyárban és a Tanítóképző intézet területén volt gettó.
- Sátoraljaújhelyen a gettó a Rákóczi, Virág, Sziget, Vörösmarty, Zárda, Mészáros, Molnár, Széchenyi, Folkenstein, Apponyi, Árpád, Kisfaludy, Kölcsey, Zápolya és Munkácsy utcák környékén lévő cigánynegyedben volt.[2]

A szó mai értelmében vett gettó:
- Budapest: Hős utca 15/a–b, Bihari utca 8/c, Nefelejcs utca, a Józsefváros körúton kívüli része
- Pécs: Meszes
- Ózd: Hétes
- Győr: Újváros
- Szeged: Csillag tér
- Makó: Honvéd
- Miskolc: Lyukóbánya
- Salgótarján: Zöldfa utca
- Siófok: Mező utca
- Tatabánya: Mésztelep

## A varsói gettó

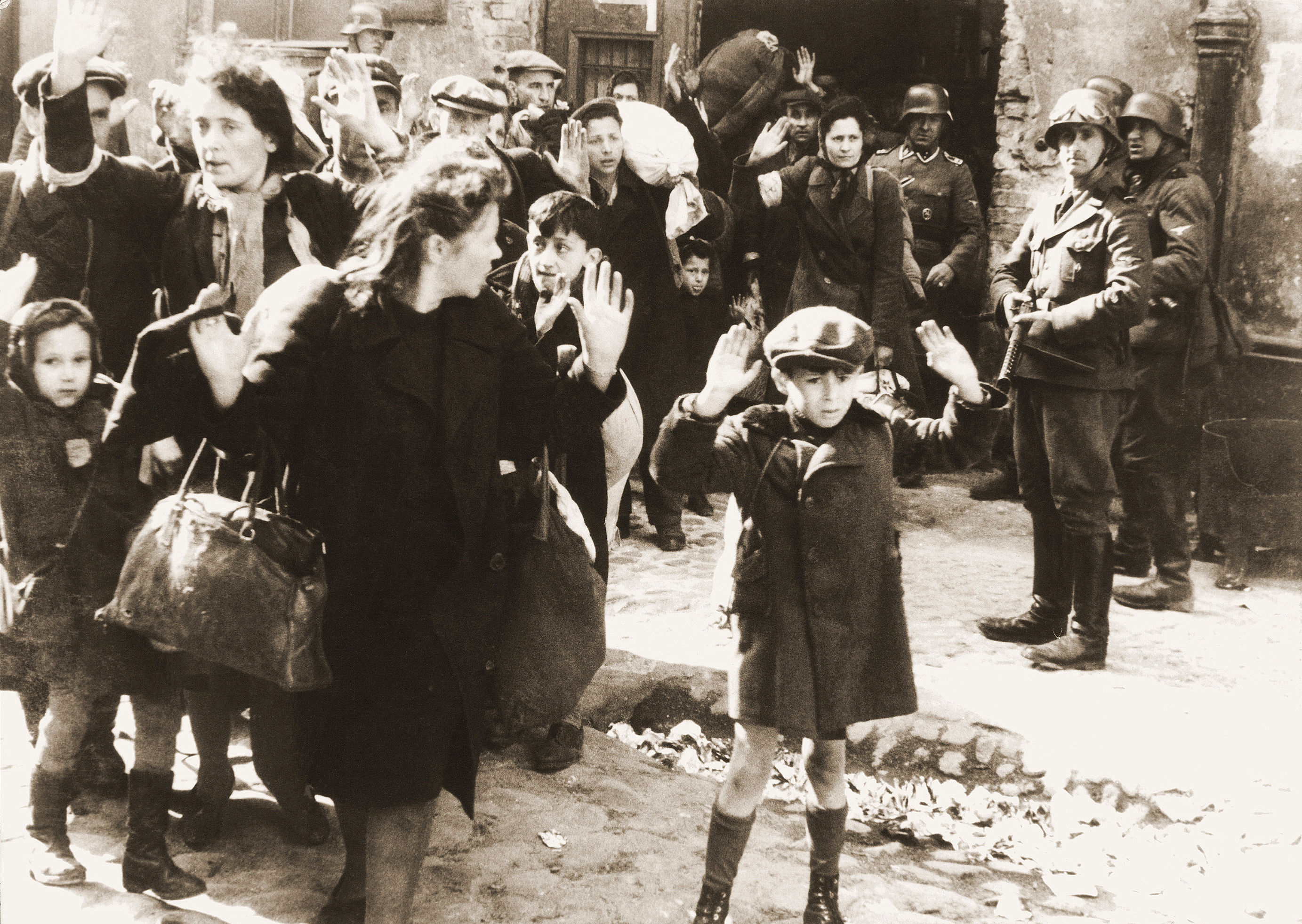
Német katonák és zsidók a varsói gettóban 1943-ban

Talán a leghíresebb gettó Varsóban állt. 1939-ben, nem sokkal az első zsidótörvények kihirdetése után kezdték el kiépíteni a lengyel fővárosban. 1940-ben Varsó és a környező települések zsidó lakosságának nagy részét – mintegy 450 000 embert – a kijelölt lakórészekre telepítették át. Dr. Fischer, a varsói gettó és a politikailag Varsói Körzetnek nevezett terület főparancsnoka, 1943 tavaszára új törvényt léptetett életbe: megkezdte a gettó kiürítését és deportálását a treblinkai megsemmisítőtáborba. Április 19-én (amikor már csak mintegy 60 000 zsidó maradt a gettóban) felkelés tört ki, amely 27 napig tartott, és a németek május 15-én verték le. Ezután a gettó összes lakóját deportálták, majd porig rombolták.